# Río Esperabán
El río Esperabán es un curso de agua del interior de la península ibérica, perteneciente a la cuenca hidrográfica del Tajo. Su recorrido discurre íntegramente por el norte de la provincia española de Cáceres, concretamente por el término municipal de Pinofranqueado, donde forma un valle en el que se asienta un conjunto de pequeñas localidades. Nace en las cercanías del puerto de Esperabán y desemboca en el río de los Ángeles.

## Recorrido
Nace en la sierra de Francia, en torno a un kilómetro al oeste del puerto de Esperabán, donde la sierra marca el límite con Agallas (Salamanca), a una altitud de unos 1300 m s. n. m. Tras recoger las aguas de diversos arroyos de alta montaña, baja hacia el sureste hasta unos 650 m s. n. m., cuando fluye bajo el cementerio de Aldehuela y bordea por el este Erías, alquería a la que solo se accede a través de un puente sobre este río.
Posteriormente baja hacia el sur por debajo de los 600 m s. n. m., recogiendo en su margen derecha las aguas del arroyo de la Zambrana, y hacia el este llega hasta Castillo, alquería que bordea por el norte y que también requiere un puente para su acceso. Uno y dos kilómetros al este de este punto, recoge por la margen izquierda respectivamente las aguas del río Horcajo y del río Avellanar, en confluencias respectivamente ubicadas un kilómetro al sur de las alquerías de Horcajo y Avellanar. Al sureste, baja hasta los 500 m s. n. m. y bordea por el suroeste las alquerías de Robledo y Muela, que no requieren puente de acceso por tener la carretera al otro lado.
El tramo final del río fluye por el norte y después por el oeste de la capital municipal, el pueblo de Pinofranqueado. En este tramo final se ubica el único puente de carretera que cruza el río, que pertenece a la carretera provincial CC-121, que lleva a Sauceda; por el contrario, la carretera provincial CC-122, que sigue todo el recorrido del río en paralelo, no requiere de puentes por ir continuamente en la margen izquierda. Su desembocadura en el río de los Ángeles forma la piscina natural de Pinofranqueado, principal símbolo del municipio.

## Arqueología
El valle del río Esperabán es conocido por sus petroglifos. Destacan los del Tesito de los Cuchillos, en la desembocadura del arroyo de la Zambrana, y los ubicados a las afueras de Erías.